# Emilio Sánchez Pastor
Emilio Sánchez Pastor (Madrid, 1853- 16 de novembre de 1935) fou un escriptor i periodista espanyol, diputat a les Corts Espanyoles durant la restauració borbònica.

## Biografia
Va acabar els seus estudis de batxillerat en l'institut de San Isidro i immediatament es va incorporar a la plantilla del periòdic La Iberia. En aquesta publicació va ocupar el lloc de redactor, especialitzant-se com cronista polític, però a poc a poc va ser assumint majors responsabilitats fins a arribar a la direcció del diari.
També va col·laborar a Blanco y Negro, La Gran Via i La Vanguardia, on les seves seccions sobre l'actualitat política van tenir bastant fama. Va compaginar la seva activitat en premsa amb la carrera política; va ser diputat pel Partit Liberal Fusionista pel districte de Llucena a les eleccions generals espanyoles de 1881, pel de Castelló de la Plana a les eleccions generals espanyoles de 1886 i 1893, pel de Huelva a les eleccions de 1901 i pel de Ciudad Real a les eleccions de 1905. Posteriorment, va ocupar altres càrrecs en l'Administració pública, com a senador per la província de Castelló el 1898-1899, sotssecretari de Governació i diputat de l'Assemblea Nacional de Miguel Primo de Rivera el 1927.
En la seva faceta d'escriptor, a més de la novel·la Modista, tiple y patrona (1877), va destacar, sobretot, per la seva abundant producció teatral, en la qual van predominar les comèdies, els sainets i els llibrets per a sarsueles. Es va casar amb la tiple de sarsuela Lucía Pastor Ramos l'any 1892.

## Obres
- Fuerza mayor (1877)
- San Franco de Sena (1883)
- La cáscara amarga (1888)
- Los calaveras (1892)
- El tambor de granaderos (1894)
- El bajo de arriba (1895)
- España en París (1900)